# Damone e Finzia

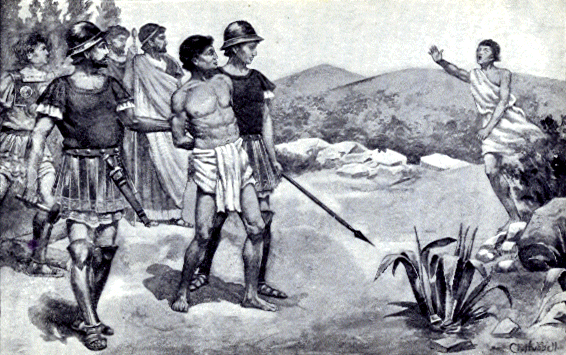
Illustrazione raffigurante Damone e Finzia

Damone (in greco Δάμων, Damon) e Finzia (in greco Φιντίας, Phintias) sono due protagonisti di una leggenda greca che simboleggia la fiducia e la lealtà in un rapporto di vera amicizia. La storia è di Aristosseno, giuntaci tramite Giamblico nel De vita pythagorica; dopo di lui, la leggenda è stata riportata da diversi altri, fra i quali Cicerone (nel De officiis), Valerio Massimo (nei Factorum et dictorum memorabilium libri IX) e Diodoro Siculo. 

## Leggenda
Nel IV secolo a.C., Finzia e Damone, due cari amici e seguaci del filosofo Pitagora, si recano a Siracusa; qui, Finzia contesta il dominio tirannico di Dionisio il Giovane, e viene quindi condannato a morte (secondo altre versioni, l'accusa è falsa, orchestrata dai cortigiani di Dionisio per mettere alla prova l'amicizia dei due).
Finzia chiede che gli sia permesso di fare ritorno per un'ultima volta a casa, per salutare la sua famiglia e disporre delle sue cose, ma Dionisio rifiuta, convinto che se gli fosse stato concesso, Finzia avrebbe colto l'occasione per fuggire. Damone si offre allora di prendere il posto di Finzia mentre questi è via: Dionisio accetta, a condizione che, se Finzia non avesse dovuto fare ritorno, Damone sarebbe stato giustiziato al suo posto. 

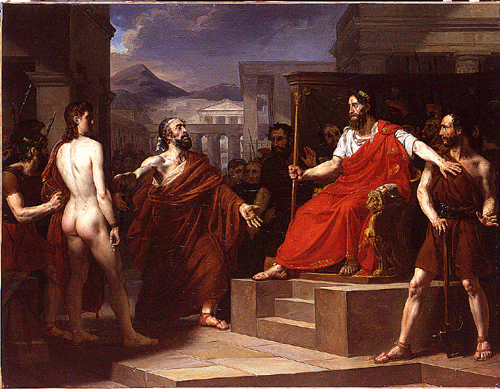
Damone e Finzia con il tiranno Dionisio, di Éloi Firmin Féron

Damone accetta le condizioni, e Finzia parte; tuttavia, il tempo passa e Finzia non ritorna. Giunto il giorno dell'esecuzione, Dionisio dà il via ai preparativi per uccidere Damone, deridendolo per la sua malriposta fiducia; Damone rimane però convinto che l'amico farà ritorno, e infatti appena prima che il boia esegua il suo compito, Finzia arriva sulla scena. Scusandosi con Damone per il ritardo, Finzia spiega che la nave su cui si trovava per tornare a Siracusa era stata colta da una tempesta, e poi dei banditi l'avevano aggredito lungo la strada, ma era riuscito ad arrivare giusto in tempo.
Stupito e compiaciuto da questa prova di forte lealtà, Dionisio decide di perdonarli entrambi, e chiede anche di poter diventare a sua volta loro amico.

## Opere derivate
La leggenda ha ispirato un buon numero di opere letterarie, teatrali e cinematografiche; già nel XVI secolo Richard Edward compose l'opera Damon and Pythias (nella quale cambiò il nome del secondo personaggio da Phintias a Pythias, forma che prese piede nei paesi anglofoni); del 1800 è Damon and Pythias: A Tragedy in 5 Acts, di John Bynum, mentre nel 1908 viene prodotto da Otis Turner il film muto Damon and Pythias, di cui lo stesso regista realizzerà un remake omonimo nel 1914. Nel 1962 viene realizzato il peplum Il tiranno di Siracusa, conosciuto anche come Damon e Pitias.
Schiller nel 1799 scriverà la ballata Die Bürgschaft che ispirerà poi Schubert mettendola in musica e persino lo scrittore giapponese Osamu Dazai che scriverà il racconto Corri Melos.
Una vicenda simile a quella del mito è presente nel film d'animazione della Dreamworks Sinbad - La leggenda dei sette mari.